# Ateš
Ateš (krimskotatarsko: Ateş, v prevodu »ogenj«, ukrajinsko Атеш, latinizirano: Ateš) je partizansko gibanje na okupiranih ozemljih Ukrajine, in tudi na ozemlju Rusije. Ateš so septembra 2022 zaradi ruske invazije na Ukrajino ustanovili Ukrajinci in Krimski Tatari.

## Zgodovina
Gibanje je bilo ustanovljeno konec septembra 2022. 26. septembra je bila na uradnem Telegram kanalu objavljena prisega vojaka Ateša. 29. septembra je bil objavljen video poziv enega od partizanov s pozivom k pridružitvi gibanju.
11. novembra 2022 so pripadniki Ateš ubili 30 ruskih vojakov v bolnišnicah v Simferopolu.
11. decembra 2022 je Ateš prevzel odgovornost za požig barak z ruskimi vojaki v vasi Sovjetske na Krimu.
31. januarja 2023 so pripadniki gibanja sporočili, da so ubili dva častnika ruske nacionalne garde.
10. februarja 2023 je Ateš prevzel odgovornost za napad z avtomobil bombo v okupirani Novi Kahovki (Hersonska oblast), v katerem sta umrla dva ruska vojaka, še dva pa sta bila poškodovana.
14. marca 2023 je Ateš trdil, da je v bombnem napadu ubil namestnika vodje vojaške uprave Nove Kahovke.
23. aprila 2023 je gibanje trdilo, da je razstrelilo kontrolno točko ruske nacionalne garde blizu mesta Oleški (Hersonska oblast) in ubilo več ljudi.
27. aprila 2023 je Ateš sporočil, da so v vasi Veliki Kopani (Hersonska oblast) ubili dva okupatorja.
6. maja 2023 so pripadniki Ateš prevzeli odgovornost za poskus atentata na Zaharja Prilepina, ruskega pisatelja in člana stranke Pravična Rusija — Za resnico. Napad je bil izveden z avtomobilom bombo, ko je ta prečkal rusko mejo iz okupiranega Donbasa. Prilepin je bil v napadu hudo poškodovan, a je preživel. Voznik avtomobila je umrl.
14. julija 2023 je Ateš prevzel odgovornost za zasedo v vasi Veliki Kopani (Hersonska oblast), v kateri so uničili dva ruska vojaška tovornjaka in ubili 6 ruskih vojakov.
17. julija 2023 je The Guardian v Kijevu o Atešu izvedel intervju z Mustafo Džemiljevom, predstavnikom Krimskih Tatarov in politično vodjo Ateš-a. Džemiljev je poročal, da Ateš izvaja spletne tečaje za ruske nabornike, kjer jih učijo kako izvesti sabotaže. Trdil je, da se ga je udeležilo že 4000 ruskih vojakov. Trdil je tudi, da bi se bilo več kot tisoč Krimskih Tatarov pripravljenih boriti proti ruskim silam na Krimu, če bi le dobili orožje za to. Izjavil je tudi, da upa, da bo po osvoboditvi Krima prišlo do spremembe ukrajinske ustave, ki bo Krim spremenila v avtonomno republiko, kjer bi Krimskimi Tatari kot avtohtono prebivalstvo imelo poseben status.
30. avgusta 2023 je Ateš prevzel odgovornost za bombni napad na pisarno politične stranke Združena Rusija v Novi Kahovki. V napadu so bili ubiti trije ruski stražarji in uničeni dokumenti za regionalne volitve septembra 2023, ki jih je Rusija izvedla tudi na okupiranih ukrajinskih ozemljih.
25. septembra 2023 je Ateš trdil, da so priskrbeli informacije uporabljene v načrtovanju raketnega napada, ki je uničil poveljstvo Črnomorske flote v okupiranem Sevastopolu. Do informacij o črnomorski floti naj bi prišli s podkupovanjem ruskih častnikov, ki so bili nezadovoljni zaradi zamujanja plač.